# 新加坡競爭與消費者委員會
新加坡競爭與消費者委員會（英語：Competition and Consumer Commission of Singapore, CCCS）是新加坡的競爭監管機構。前身為建立於2005年1月1日的競爭委員會（Competition Commission of Singapore），為新加坡政府法定機構，上級匯報機構為貿易與工業部。2018年4月1日採用現時的名稱，以反映其消費者保障的新角色。